# Світлана Станева
Світлана Каменова Станева (болг. Светлана Каменова Станева; нар. 26 червня 1990) — болгарська боксерка у напівлегкій вазі (до 57 кг). На Європейських іграх 2023 року виграла срібну медаль у напівлегкій вазі серед жінок, що відбулися в Польщі. На Чемпіонаті Європи з боксу 2024 року стала золотою медалісткою. Представляла Болгарію на літніх Олімпійських іграх 2024 року в Парижі, Франція.

## Кар'єра
2012 року брала участь у Чемпіонаті світу з боксу серед жінок 2012 року, який проходив у Ціньхуандао, Китай. Завоювавши бронзову медаль, стала першою болгаркою, якій вдалося піднятися на п'єдестал на цьому змаганні. Виграла срібну медаль у напівлегкій вазі на Чемпіонаті Європи з боксу серед жінок 2014 року, який проходив у Бухаресті, Румунія. Брала участь у змаганнях у напівлегкій вазі на Чемпіонаті світу з боксу серед жінок 2014 року, який проходив у Чеджу, Південна Корея. Вона вибула після другої сутички.
Брала участь у Європейському олімпійському кваліфікаційному турнірі з боксу 2016 року, сподіваючись поїхати на літні Олімпійські ігри 2016 року в Ріо-де-Жанейро, Бразилія. Через місяць змагалася у легкій вазі на Чемпіонаті світу з боксу 2016 року серед жінок, що проходив в Астані, Казахстан, де вибула у першому матчі.
Виборола срібну медаль у напівлегкій вазі на Чемпіонаті Європи з боксу 2022 року серед жінок, який проходив у Будві, Чорногорія. Стала бронзовою призеркою у напівлегкій вазі на Чемпіонаті світу з боксу 2023 року серед жінок, який проходив у Нью-Делі, Індія. Медаль отримала через дискваліфікацію бронзової призерки представниці Китайського Тайбею Лін Ютін.
На Європейських іграх 2023 року стала другою у жіночій напівлегкій вазі. Цей результат забезпечив їй участь на літніх Олімпійських іграх 2024 року в Парижі, Франція. У фіналі Станева поступилася француженці Аміні Зідані.
У квітні 2024 року виграла золоту медаль у змаганнях на Чемпіонаті Європи з боксу, який проходив у Белграді, Сербія. У поєдинку за золоту медаль вона перемогла росіянку Дар'ю Абрамову. У серпні 2024 року виступала на Літніх Олімпійських іграх серед жінок до 57 кг. Вона програла у другому матчі Лін Ютін з Китайського Тайбею. Після завершення поєдинку Станева у центрі рингу показала пальцями символ X.